# Okręg Châteauroux
Okręg Châteauroux (fr. Arrondissement de Châteauroux) – okręg w środkowej Francji, w departamencie Indre. Populacja wynosi 130 tysiące.

## Podział administracyjny
W skład okręgu wchodzą następujące kantony:
- Ardentes,
- Argenton-sur-Creuse,
- Buzançais,
- Châteauroux-Centre,
- Châteauroux-Est,
- Châteauroux-Ouest,
- Châteauroux-Sud,
- Châtillon-sur-Indre,
- Écueillé,
- Levroux,
- Valençay.